# 이가엘 야딘
이가엘 야딘(히브리어: יגאל ידין, 영어: Yigael Yadin, 1917년 3월 20일 ~ 1984년 6월 28일)은 이스라엘의 고고학자, 군인, 정치인이었다. 그는 1977년부터 1981년까지 이스라엘 방위군의 두 번째 참모총장이었고 부총리였다.

## 생애
이가엘 수케니크(훗날 야딘)는 오스만령 팔레스타인에서 고고학자 엘레아자르 수케니크와 그의 아내 하샤 수케니크파인솔드 사이에서 태어났다.

## 군사 경력
그는 15살에 하가나에 입대하여 다양한 부대에서 복무했다. 1946년, 그는 기관총을 표준 분대 장비의 일부로 포함시키는 것에 대해 지휘관 이츠하크 사데와 말다툼을 벌인 후 하가나를 떠났다.
이스라엘이 독립을 선언하기 직전인 1948년, 야딘은 현역으로 복귀하기 위해 그의 대학 공부를 중단했다. 그는 1948년 아랍-이스라엘 전쟁 동안 이스라엘의 작전 책임자로 일했고, 그 전쟁 동안 이루어진 많은 중요한 결정들을 책임졌다. 아마도 다비드 벤구리온의 승인 아래, 4월, 그는 팔레스타인 마을의 우물을 박테리아로 독살하고 쫓겨난 사람들의 귀환을 막기 위한 캠페인에서 비밀 생물전 작전인 캐스트 브레드를 감독했다. 1948년 6월, 그는 장군들의 반란 동안 사임하겠다고 위협했고, 그 동안 그는 벤구리온이 "군 전체를 하나의 정당 (마파이)의 군대로 바꾸려고" 시도했다고 비난했다.
야딘은 야코프 도리가 사임한 후 1949년 11월 9일 IDF의 참모총장으로 임명되어 3년 동안 그 직무를 수행했다. 1952년 12월 7일, 그는 국가 예산의 최소 3분의 1이 되어야 한다고 주장하는 군사 예산 삭감에 대해 당시 총리이자 국방부 장관이었던 벤구리온과 의견 충돌로 사임했고, 35세에 그는 군대 생활을 마쳤다.